# (35394) 1997 XD9
1997 أكس دي 9 (ويعرف أيضًا باسم (35394) 1997 أكس دي 9 وفق تسمية الكوكب الصغير) (بالإنجليزية: 1997 XD9)‏ هو كويكب ضمن حزام الكويكبات؛ وترتيبه 35394 من حيث الاكتشاف.
اكتُشف هذا الجُرم الفلكي بواسطة OCA–DLR Asteroid Survey ‏ في 7 ديسمبر 1997.

## وصلات خارجية
- (35394) 1997 XD9 في قاعدة بيانات مختبر الدفع النفاث لأجرام النظام الشمسي الصغيرة

- الاكتشاف · مخطط المدار ·  العناصر المدارية · المعلمات المادية

- (35394) 1997 XD9 على موقع ويكي سكاي: DSS2, SDSS, GALEX, IRAS, Hydrogen α, X-Ray, Astrophoto, Sky Map, Articles and images